# کلاردیل (آرکانزاس)
کلاردیل (آرکانزاس) (به انگلیسی: Clarkedale, Arkansas) یک شهر در ایالات متحده آمریکا با جمعیت ۳۷۱ نفر است که در آرکانزاس واقع شده‌است.